# Karen Marie Løwert
Karen Marie Octavia Daaugaard Løwert (født 27. januar 1914 i København, død 4. februar 2002) var en dansk skuespillerinde.
Oprindelig optrådte hun som danserinde på Pantomimeteatret i Tivoli.
Hun debuterede i 1933 på Apolloteatret.
Sidenhen blev hun ansat på flere københavnske teatre samt medvirkede på turnéer i både Tyskland og Sverige.
Gæstespil på Aarhus Teater, Odense Teater, Aalborg Teater samt i Norge.
I 1952 blev hun knyttet til Allé Scenen og var i en årrække direktør for Aalborg Teater og Det ny Scala.
I 1947 blev hun gift med skuespilleren Arne Weel.
Hun var søster til skuespillerinden Lis Løwert.
Blandt de film hun medvirkede i kan nævnes:
- Det begyndte ombord – 1937
- Livet på Hegnsgaard – 1938
- Genboerne – 1939
- Gå med mig hjem – 1941
- Når bønder elsker – 1942
- Frøken Vildkat – 1942
- Ta' briller på – 1942
- Teatertosset – 1944
- Så mødes vi hos Tove – 1946
- De røde heste – 1950
- Café Paradis – 1950
- Skovridergården – 1957
- Wir Wunderkinder (tysk) – 1958
- Onkel Bill fra New York – 1959
- Frihedens pris – 1960
- Gymnasiepigen – 1960
- Premiere i helvede – 1964
- Der var engang en krig – 1966
- Der kom en soldat – 1969
- Slingrevalsen – 1981
- Min farmors hus – 1984